# 名古屋市立豊治小学校
名古屋市立豊治小学校（なごやしりつ とよはるしょうがっこう）は、名古屋市中川区かの里一丁目にある公立小学校。

## 歴史
戸田小学校より独立し、1892年（明治25年）10月に創立された学校である。

### 児童数の変遷
『愛知県小中学校誌』（2018年）によると、児童数の変遷は以下の通りである。
| 1947年（昭和22年） | 319人 |  |
| 1957年（昭和32年） | 380人 |  |
| 1967年（昭和42年） | 433人 |  |
| 1977年（昭和52年） | 636人 |  |
| 1987年（昭和62年） | 641人 |  |
| 1997年（平成9年）  | 585人 |  |
| 2007年（平成19年） | 772人 |  |
| 2017年（平成29年） | 594人 |  |

現在(令和

## 通学区域
所管する名古屋市教育委員会は、2018年（平成30年）9月1日現在、中川区のうち、
榎津西町・榎松町・江松一丁目・江松二丁目・江松三丁目・江松四丁目・江松五丁目・江松西町・かの里一丁目・かの里二丁目・かの里三丁目・供米田一丁目・供米田二丁目・供米田三丁目・富永一丁目・富永二丁目・富永三丁目・富永四丁目・東かの里町・福島一丁目（一部）・水里一丁目（一部）・水里二丁目（一部）・水里三丁目（一部）・水里四丁目（一部）・水里五丁目（一部）および富田町大字包里（字内野・字西亥寅新田・字西川・字東亥寅新田・字前並）・大字供米田（字篭池・字河原・字外河田・字辰新田・字西河田）・大字榎津（字戌新田・字上鵜垂・字上折・字上松下道・字川田・字川東・字北新海・字腰懸・字郷北・字郷中・字下鵜垂・字下折・字下松下道・字搗米・字苗代・字西鵜垂・字西新海・字西乗江・字西ナコラ・字宮海道・字布部田・字東起シ・字東新海・字東ナコラ・字東乗江・字袋尻）を通学区域として指定している。
また、卒業後の進学先は名古屋市立供米田中学校となっている。

## 交通アクセス
- 近鉄名古屋線 戸田駅が最寄り駅である[WEB 1]。

### WEB
1. 1 2  名古屋市役所教育委員会事務局総務部企画経理課企画統計係 (2018年9月18日). “中川区の小・中学校一覧”.   名古屋市. 2018年11月14日閲覧。
2. ↑  名古屋市教育委員会事務局総務部教育環境計画室計画係 (2018年9月1日). “名古屋市立小・中学校の通学区域一覧（中川区）” (PDF).   名古屋市. 2018年11月15日閲覧。
3. ↑  名古屋市教育委員会事務局総務部教育環境計画室計画係 (2018年9月1日). “名古屋市立小・中学校の通学区域一覧（中川区富田町）” (PDF).   名古屋市. 2018年11月15日閲覧。
4. ↑  教育委員会事務局総務部教育環境計画室計画係 (2018年4月1日). “名古屋市立中学校区一覧（小→中）” (PDF).   名古屋市. 2018年11月14日閲覧。

### 文献
1. ↑  中川区制50周年記念誌編集委員会 1987, p. 422.
2. ↑  中川区制50周年記念誌編集委員会 1987, p. 425.
3. ↑  六三制教育七十周年記念 愛知県小中学校誌 合同記念誌編集特別委員会 2018, p. 228.